# Laguian-Mazous
Laguian-Mazous település Franciaországban, Gers megyében. Lakosainak száma 248 fő (2022. január 1.). Laguian-Mazous Aux-Aussat, Betplan, Estampes, Miélan, Montégut-Arros, Troncens és Villecomtal-sur-Arros községekkel határos.

## Népesség
A település népességének változása:
| Lakosok száma | 243  | 250  | 237  | 275  | 263  | 246  | 241  | 245  | 246  | 248  |
|               | 1968 | 1982 | 1990 | 2006 | 2013 | 2015 | 2017 | 2019 | 2020 | 2022 |